# Vieni a ballare in Puglia
Vieni a ballare in Puglia è un singolo del rapper italiano Caparezza, pubblicato il 18 luglio 2008 come secondo estratto dal quarto album in studio Le dimensioni del mio caos.

## Descrizione
La canzone affronta il tema delicato delle morti bianche, in particolare in Puglia, con un velato riferimento a un grave incidente avvenuto alcuni mesi prima a Molfetta, città del rapper. Nella canzone sono toccati altri temi di attualità della regione del rapper, ad esempio gli incendi nel Gargano del 2007, la grave situazione di inquinamento ambientale nella città di Taranto e del complesso d'acciaierie più grande d'Europa ivi presente, e il caporalato degli extracomunitari nei campi.
Il titolo è una dura provocazione: il termine "ballare" indica in realtà "morire". La versione pubblicata come singolo e il video inoltre hanno visto la partecipazione vocale di Al Bano, che canta l'introduzione.

## Video musicale
Il video musicale, diretto da Riccardo Struchil (in precedenza regista dei video di Il secondo secondo me, Fuori dal tunnel e Vengo dalla Luna) e girato tra Egnazia, Alberobello e Giovinazzo, è un omaggio al film cult La notte dei morti viventi di George A. Romero.
Il video inizia con un'inquadratura di un autobus con dentro Caparezza che fa da guida, con un microfono in mano, a dei viaggiatori all'interno, e ad un tratto afferma: «...e invece alla mia sinistra potete notare Al Bano!» e nello stupore dei turisti l'inquadratura si sposta all'esterno sul cantante di Cellino San Marco che inizia a cantare le prime strofe della canzone. Poi Caparezza con il microfono che ha in mano continua a cantare il ritornello della canzone, coinvolgendo anche i viaggiatori a ballare e a cantare insieme. Successivamente le inquadrature si spostano su un posto tipicamente pugliese, con dei trulli e delle persone che si muovono e ballano. Si notano però delle persone sul terreno, apparentemente tutti morti, mentre Caparezza passa vicino cantando con un tamburello in mano. Il video continua con il rapper che porta da mangiare a un tavolo con gente attorno. Verso la fine del video le persone apparentemente addormentate si risvegliano come zombie e a poco a poco circondano i turisti spaventati.
Nei secondi conclusivi del video è possibile ascoltare una parte di Nel sole di Al Bano e il tramonto che fa da sfondo alla frase «Durante la realizzazione di questo videoclip nessun pugliese è stato maltrattato.»

## Tracce
1. Vieni a ballare in Puglia (feat. Al Bano) – 3:46

## Formazione
Musicisti
- Caparezza – voce
- Al Bano – voce aggiuntiva
- Rino Corrieri – batteria acustica
- Giovanni Astorino – basso elettrico, violoncello
- Alfredo Ferrero – chitarra, banjo
- Gaetano Camporeale – Fender Rhodes, Wurlitzer, Hammond, fisarmonica
- I Cantori Nesi – cori
  - Roberta Magnetti
  - Roberta Bacciolo
  - Elena Bacciolo
  - Marino Paira
  - Silvano Borgata
  - Claudio Bovo
  - Bip Gismondi

Produzione
- Carlo U. Rossi – produzione artistica, registrazione, missaggio
- Caparezza – produzione artistica, preproduzione
- Claudio Ongaro – produzione esecutiva
- Antonio Baglio – mastering

## Classifiche
| Classifica (2008) | Posizione massima |
| ----------------- | ----------------- |
| Italia            | 19                |